# آرواره چاقویی راه‌راه
آرواره چاقویی راه‌راه (نام علمی: Oplegnathus fasciatus) گونه‌ای از سرده ماهی‌های آرواره چاقو می‌باشد. این ماهی گرمسیری بیشتر در پوشش آب‌سنگ مرجانی واقع در آب‌های ژاپن زندگی می‌کند. آرواره چاقویی راه‌راه در آب‌های ایالت واشینگتن، مالت و هاوایی نیز رؤیت شده است. این گونه بیشتر از بی‌مهرگان تغذیه می‌کند.